# Ulex densus
Ulex densus é uma espécie de planta com flor pertencente à família Fabaceae. Trata-se de uma espécie nanofanerófita, de forma arbustiva perene não trepadora, cujos habitats preferenciais são os matagais, dando-se a sua floração entre Fevereiro e Novembro.
A espécie foi descrita por Friedrich Martin Josef Welwitsch ex Philip Barker Webb, tendo sido publicada em Annales des Sciences Naturelles; Botanique, sér. 3 17: 291. 1852
O número cromossómico na fase esporofítica é igual a 64.
Encontra-se protegida por legislação portuguesa/da Comunidade Europeia, nomeadamente pelo Anexo V da Diretiva Habitats.
Os seus nomes comuns são tojo-da-charneca, tojo-gatunho e tojo-gatunha.

## Distribuição
Trata-se de um endemismo da região Centro-Oeste de Portugal continental.